# Asmate almacola
Asmate almacola là một loài bướm đêm trong họ Geometridae.